# Văn hóa Mỹ Latinh

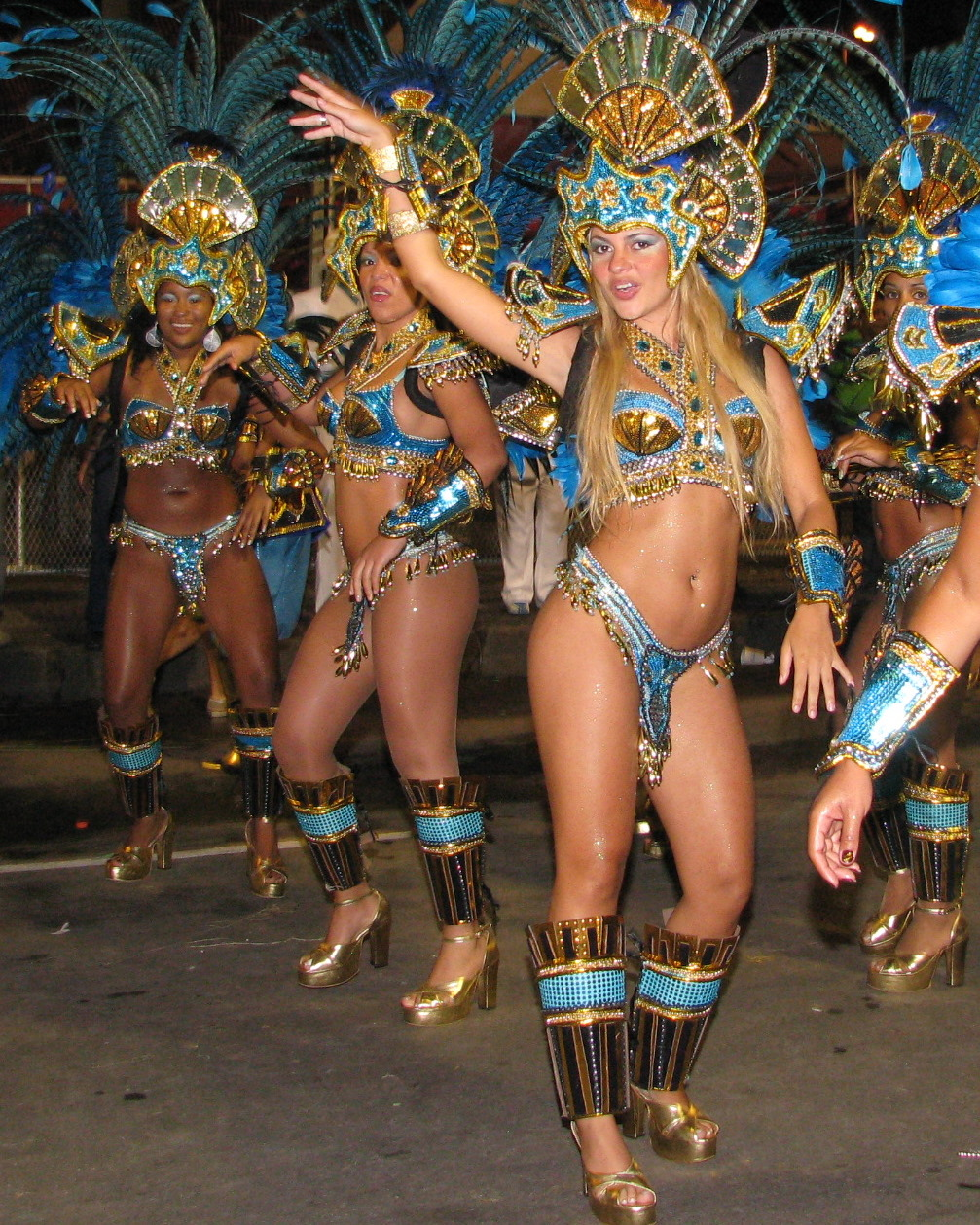
Những vũ công Samba với điệu nhảy Latinh bốc lửa là một nét văn hóa đường phố đặc trưng của Mỹ Latinh

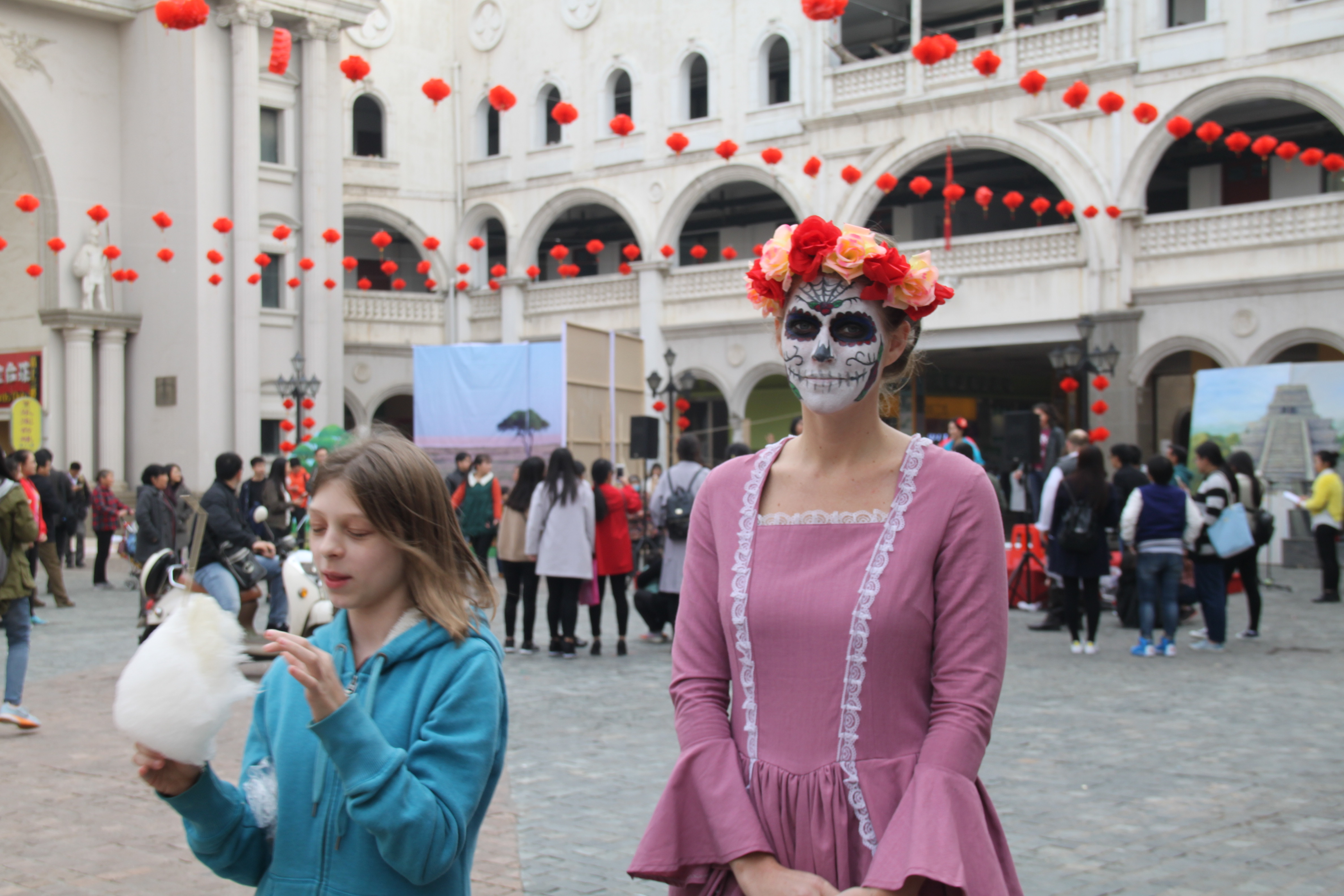
Tuần lễ Văn hóa năm 2016 ở Nam Mỹ

Văn hóa Mỹ Latinh (Latin American culture) là sự biểu hiện các khía cạnh văn hóa chính thức hoặc không chính thức của người dân châu Mỹ Latinh và bao gồm cả văn hóa cao cấp (văn học và nghệ thuật cao cấp) và văn hóa đại chúng (nhạc Mỹ Latinh, nghệ thuật dân gian và khiêu vũ), cũng như tôn giáo ở Mỹ Latinh, phép xã giao vùng Mỹ Latinh và các phong tục, tập quán khác. Người dân Mỹ Latin thường có nguồn gốc văn hóa châu Âu, nhưng có mức độ ảnh hưởng khác nhau Người Mỹ bản địa (người da đỏ), người Châu Phi và người Châu Á. Các định nghĩa về Mỹ Latinh rất khác nhau. Từ góc độ văn hóa, châu Mỹ Latinh thường đề cập đến những khu vực của Châu Mỹ có di sản văn hóa, tôn giáo và ngôn ngữ có thể bắt nguồn từ văn hóa Latinh của Đế chế La Mã.
Điều này sẽ bao gồm các khu vực nơi tiếng Tây Ban Nha, tiếng Bồ Đào Nha, tiếng Pháp và nhiều ngôn ngữ khác, có thể theo dõi nguồn gốc của chúng là tiếng Latinh thông tục được nói vào thời kỳ cuối Đế chế La Mã, là ngôn ngữ bản địa. Các lãnh thổ như vậy bao gồm hầu hết toàn bộ Mexico, Trung Mỹ và Nam Mỹ, ngoại trừ các lãnh thổ nói tiếng Anh hoặc tiếng Hà Lan. Về mặt văn hóa, nó cũng có thể bao gồm văn hóa bắt nguồn từ Pháp ở Bắc Mỹ, vì cuối cùng nó cũng bắt nguồn từ ảnh hưởng của tiếng Latinh La Mã. Ngoài ra còn có sự hiện diện văn hóa Mỹ Latinh quan trọng tại Hoa Kỳ kể từ thế kỷ 16 tại các khu vực như California, Texas và Florida, vốn là một phần của Đế quốc Tây Ban Nha. Gần đây hơn, tại các thành phố như New York, Chicago, Dallas, Los Angeles và Miami.

## Tôn giáo
Giáo hội Công giáo trong suốt lịch sử là tôn giáo có ưu thế áp đảo ở Mỹ Latin và số lượng tín hữu cũng như ảnh hưởng ngày càng tăng của một số lượng lớn các nhóm tôn giáo thuộc Tin Lành, cũng như sự hiện diện của nhóm dân Phi tôn giáo. Theo số liệu khảo sát từ Statista năm 2020 thì 57% dân số Mỹ Latinh theo đạo Công giáo và 19% theo đạo Tin lành. Phần lớn người Mỹ Latinh là Kitô hữu (90%), chủ yếu là Giáo hội Công giáo La Mã. Số tín nhân là thành viên trong các giáo phái Tin lành đang gia tăng, đặc biệt là ở Brazil, Honduras, Guatemala, Nicaragua, El Salvador và Puerto Rico, Đặc biệt, Phong trào Ngũ tuần (Pentecostalism) đã có sự phát triển vượt bậc. Phong trào này ngày càng thu hút tầng lớp trung lưu ở Mỹ Latinh. Theo cuộc khảo sát vào năm 2014, có đến 69% dân số Mỹ Latinh là người Công giáo và 19% là người theo đạo Tin lành, tỷ lệ này tăng lên 22% ở Brazil và hơn 40% ở phần lớn Trung Mỹ.
Tín ngưỡng bản địa và các nghi lễ truyền thống vẫn được thực hành ở các quốc gia có tỷ lệ lớn người Mỹ bản địa (người da đỏ), chẳng hạn như Bolivia, Guatemala, Mexico và Peru. Các truyền thống nghi lễ khác nhau của người Mỹ Latinh gốc Phi như Santería, Candomblé, Umbanda, Macumba và Haiti Vodou cũng được thực hành, chủ yếu ở Cuba, Brazil và Haiti. Đất nước Argentina có cộng đồng người Do Thái theo Do Thái giáo lớn nhất (khoảng 180.000-300.000 tín hữu) và cộng đồng Hồi giáo (khoảng 500.000-600.000 tín hữu). Ở Mỹ Latinh thì Brazil là quốc gia có nhiều học viên theo Thuyết thông linh của Allan Kardec. Những người theo Do Thái giáo, Mặc Môn giáo, Nhân chứng Giê-hô-va, Phật giáo, Hồi giáo, Ấn Độ giáo ở Nam Mỹ, Tín ngưỡng Bahá'í và Thần đạo cũng có mặt ở Châu Mỹ Latinh.

## Văn học

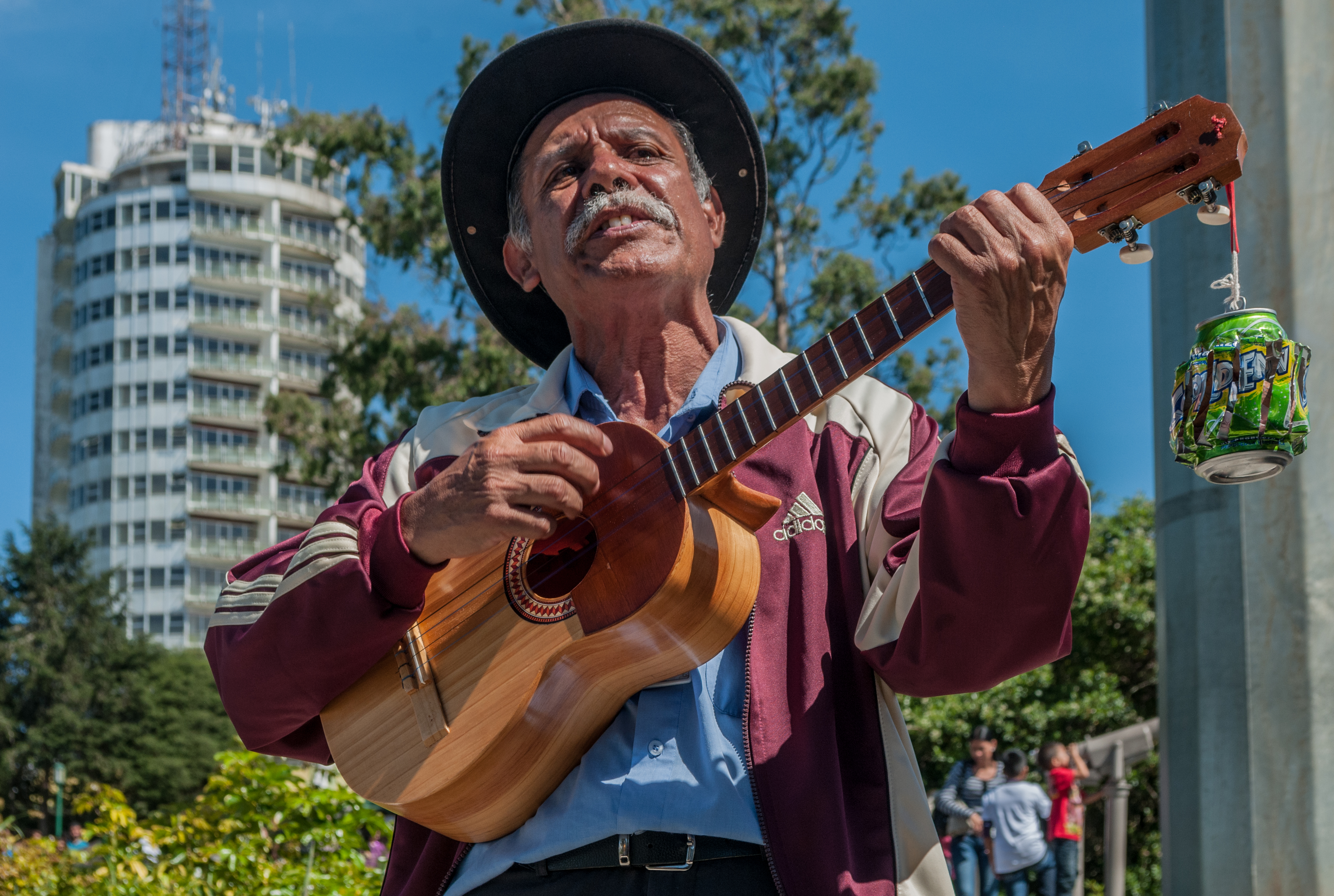
Văn hóa Mỹ Latin

Lịch sử châu Mỹ Latinh chính là tính hỗn chủng, đa nguyên và đa lai mạnh mẽ. Mỹ Latinh là nơi gặp gỡ của nhiều nền văn minh. Trước khi bị thực dân châu Âu xâm chiếm, hàng trăm bộ tộc người da đỏ sinh sống ở Nam Mỹ. Những bộ tộc này có một nền văn hoá riêng biệt, độc đáo. Ba nền văn minh lớn Aztec, Inca và Maya có lịch sử lâu đời và gắn bó nhau. Di vật được kể đến hàng đầu là kinh điển Popol Vuh của tộc người Maya cho thấy tộc người ở khu vực này từng sáng tạo nên một nền văn minh độc đáo. Không chỉ có người da đỏ bản địa và người da trắng thực dân, châu lục này còn có sự xuất hiện của những người da đen châu Phi và người da vàng châu Á. Trong sự phức tạp, đa nguyên của văn hóa, những điểm tương đồng của văn hóa ngoại lai đã hòa vào nền văn hóa bản địa của người Anh-Điêng (da đỏ). Tín ngưỡng đa thần, niềm tin vào huyền thoại và kỳ ảo vẫn ảnh hưởng đến văn hóa Mỹ Latinh thời hậu thực dân sau này. Văn hóa châu Âu hiện diện trên bề mặt chính thống của châu Mỹ Latinh, nhưng đời sống tâm linh của cộng đồng cư dân vẫn quen thuộc với truyền thống lâu đời.
Văn học Mỹ Latinh có sự pha trộn giữa thực và ảo bắt nguồn từ tư duy huyền thoại hóa hiện thực của hầu hết các nhà văn Mỹ Latinh, nó hòa vào dòng chảy phát đạt của văn học huyền ảo thế kỷ XX, đã mang đến hơi thở của tâm linh, đậm bản sắc của châu lục. Các nhà văn khai thác từ tầng vỉa văn hóa dân gian, những chất liệu dân gian sẵn có với những bối cảnh xã hội ngày nay, sử dụng những chất liệu văn hóa sẵn có với nhiều phương thức khác nhau. Văn hóa dân gian Maya của người da đỏ trở lại đậm nét trong sáng tác của các nước ở Nam Mỹ, trong khi đó văn hóa châu Phi cổ xưa lại trỗi lên trong sáng tác các nhà văn khu vực bờ biển Caribe. Một số huyền thoại tâm linh trong văn học châu Mỹ Latinh hiện đại, motif hay hình tượng mang tính tâm linh như giấc mơ, điềm báo, tiên tri, dự ngôn, mê cung, mê lộ (Labyrinthe), Phế tích vòng tròn, cái chết, xác chết, linh hồn, bóng ma, thiên nhiên linh thiêng, những linh ảnh. Văn xuôi Mỹ Latinh hiện đại theo đuổi kỹ thuật tự sự vừa mới mẻ, vừa tinh tế huyền ảo, tâm linh từ đó mở ra một thế giới nghệ thuật mới, một thế giới thứ ba nằm giữa hiện thực và hư vô.
Tâm thức Mỹ Latinh phản chiếu rõ nét trong văn học, đặc biệt là văn học hiện đại trỗi lên từ thập niên 30 của thế kỷ XX. Một trong những thành tựu quan trọng nhất của văn học Mỹ Latinh chính là trào lưu văn học Hiện thực huyền ảo (Magic realism) mở ra một phong cách pha trộn giữa hiện thực và huyền ảo. Dòng văn học này nỗ lực khám phá đời sống tâm hồn, tâm linh con người, đồng thời, khôi phục lại bản sắc nguyên thủy của châu lục trước sự đàn áp của các đế quốc. Hiện thực huyền ảo châu Mỹ Latinh trải cho qua nhiều thế hệ nhà văn. Thế hệ tiên phong nổi tiếng nhất với bốn tên tuổi như Jorges Luis Borges (Argentina), Miguel Angel Asturias (Guatemala), Alejo Carpentier (Cuba) và Juan Rulffo (Mexico). Từ sự mở đầu thành công của thế hệ tiên phong, một loạt nhà văn tiếp tục khai thác miền văn chương huyền ảo như Sebastian Salazar Bondy (Peru), Jose Donoso (Chile), Gabriel Garcia Marquez (Colombia), Carlos Fuentes (Mexico), Manuel Puig (Argentina), Elena Poiatowska (Mexico), Mario Vargas Llosa (Peru), Fernando del Paso (Mexico), những tên tuổi này tạo thế hệ thứ hai, thế hệ Bùng nổ (Boom).

## Phim ảnh

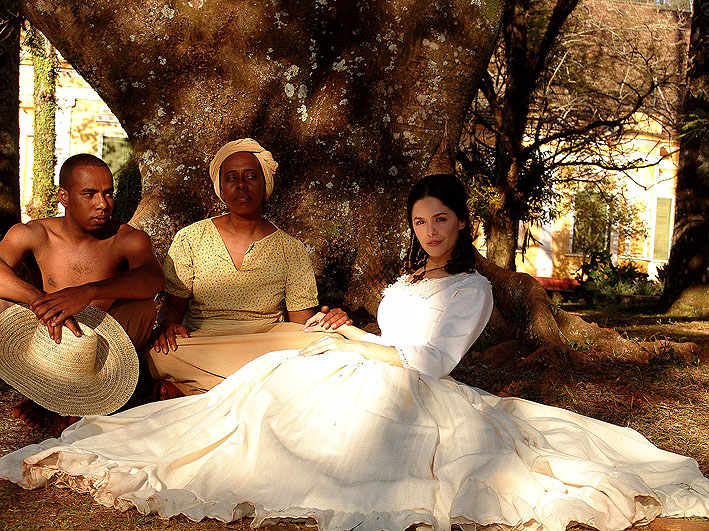
Bộ phim truyền hình Nô tì Isaura

Điện ảnh Mỹ Latinh phát triển mạnh mẽ sau khi có âm thanh lồng vào, điều này đã tạo thêm rào cản ngôn ngữ đối với việc xuất khẩu phim Hollywood về phía nam biên giới. Những năm 1950 và 1960 chứng kiến phong trào hướng tới Rạp chiếu phim thứ ba, được các nhà làm phim người Argentina Fernando Solanas và Octavio Getino dẫn đầu phong trào này. Gần đây hơn, một phong cách đạo diễn và quay phim mới đã được gắn thẻ là "Điện ảnh Mỹ Latinh mới". Điện ảnh Mexico từ thời kỳ hoàng kim của điện ảnh Mexico vào những năm 1940 là những ví dụ quan trọng của điện ảnh Mỹ Latinh với một ngành công nghiệp khổng lồ đem lại lợi nhuận và cạnh tranh. Thể loại phim truyền hình Telenovela của Mỹ Latin lần đầu tiên được xem tại nhiều quốc gia khác nhau với bộ phim Đơn giản, tôi là Maria (Simplemente Maria, Perú, 1969). Sau đó là bộ phim Người giàu cũng khóc (Los ricos también lloran, Mexico, 1979) đã được trình chiếu tại Nga, Trung Quốc, Hoa Kỳ và ngay cả Việt Nam thời kỳ đầu giai đoạn Đổi Mới. Phim Brasil Escrava Isaura ("Nô tì Isaura", 1976), cũng thành công rực rỡ vì đã được 450 triệu người tại Trung Quốc xem, đưa tên tuổi của nữ diễn viên Lucélia Santos vào đất nước này. Ngày nay, các dòng phim truyền hình Telenovela này càng hấp dẫn người xem truyền hình với các bộ phim như Khi bình minh đến, Pasión de Gavilanes, Hành trình trở về, Chuyện tình Marina. Các dòng phim Telenovela nổi tiếng nhất đến từ Mexico, Brasil, Colombia, và Venezuela nhưng chúng có cốt truyện, tình tiết, diễn biến dài dòng và thoại vòng vo khó hiểu.

## Ẩm thực

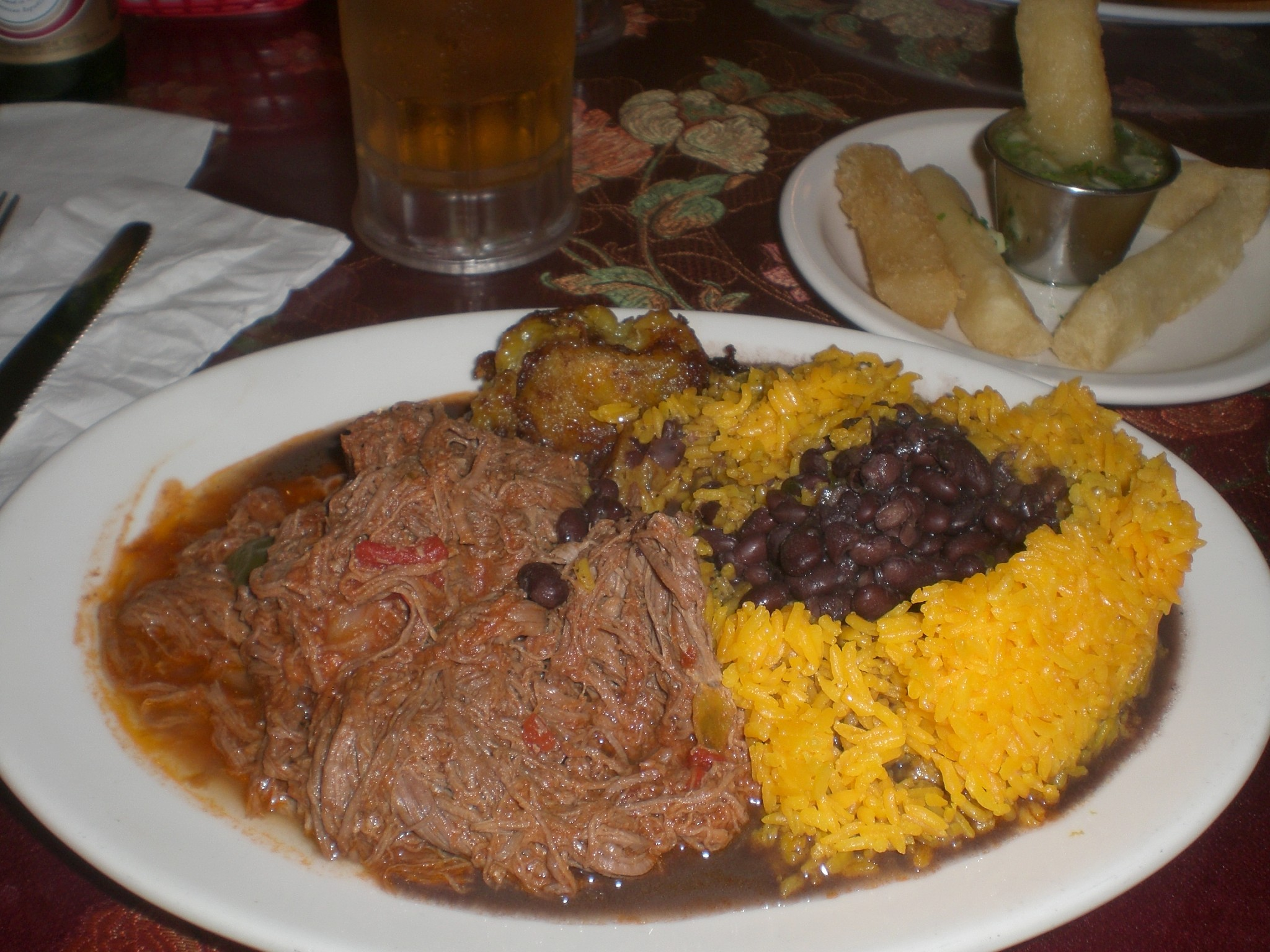
Một món thịt trong ẩm thực Cuba

Ẩm thực Mỹ Latinh là các loại thực phẩm, đồ uống và phong cách nấu ăn đặc trưng phổ biến ở nhiều quốc gia và nền văn hóa ở Mỹ Latinh. Châu Mỹ Latinh là một quốc gia rất đa dạng về chủng tộc, sắc tộc và địa lý với các nền ẩm thực đa dạng. Một số món đặc trưng của ẩm thực Mỹ Latinh bao gồm các món làm từ ngô Arepas, Empanadas, Pupusas, Tacos, Tamales, Tortilla và nhiều loại salsas cùng các loại gia vị khác (guacamole, Pico de gallo, Chimichurri, ớt, aji, pebre). Sofrito là một thuật ngữ ẩm thực ban đầu dùng để chỉ sự kết hợp cụ thể của các chất thơm xào hoặc om, tồn tại trong ẩm thực Mỹ Latinh. Nó đề cập đến nước sốt cà chua, ớt chuông nướng, tỏi, hành và rau thơm. Gạo, ngô, mì ống, bánh mì, chuối, khoai tây, yucca và đậu cũng là những món chủ yếu trong ẩm thực Mỹ Latinh. Đồ uống của Mỹ Latinh cũng khác biệt như thực phẩm của họ. Một số đồ uống có trước thời thuộc địa. Một số đồ uống phổ biến bao gồm cà phê, mate, guayusa, Horchata, Chicha, atole, cacao và aguas frescas. Món tráng miệng ở Mỹ Latinh rất đa dạng. Chúng bao gồm Dulce de leche, alfajor, pudding gạo, bánh tres leches, teja, beijinho và flan.

## Tham khảo

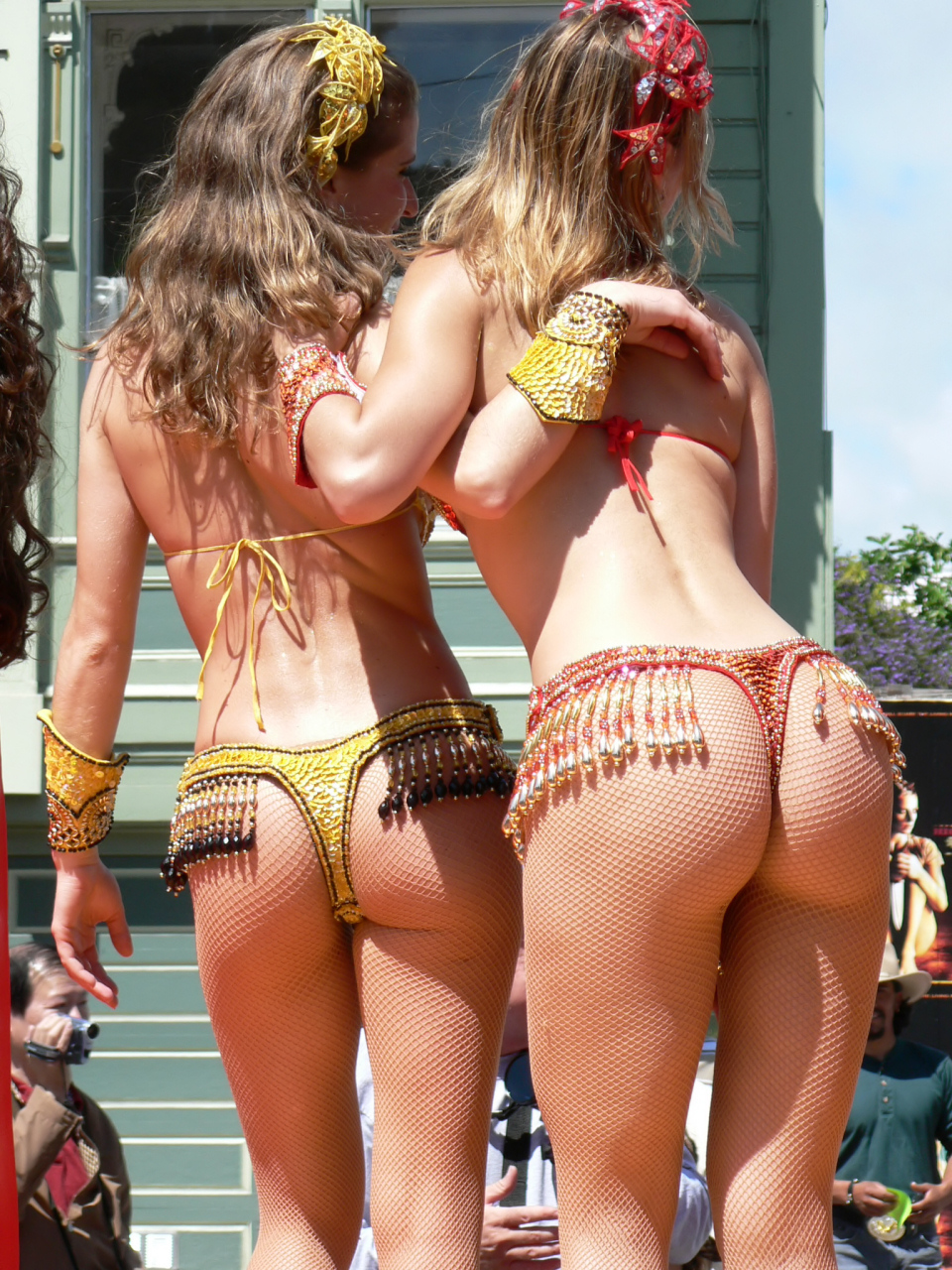
Hai nữ vũ công tại Lễ hội Carnaval San Francisco năm 2005